# Дарницький залізнично-автомобільний мостовий перехід
Да́рницький залізни́чно-автомобі́льний мостови́й перехі́д, також відомий як міст Кірпи чи (Новий) Дарницький міст — комбінований залізнично-автомобільний міст через р. Дніпро в Києві, який було споруджено у 2004—2011 роках.
Будівництво мостового переходу було розпочато 2004 року за ініціативою міністра транспорту Георгія Кірпи.

## Передумови будівництва
Аналіз динаміки росту обсягів перевезень по Київському транспортному вузлу показував, що:
- Подальший розвиток залізничного вузла буде стримуватися проблемою технічних можливостей наявних магістралей у м. Києві, насамперед наявних мостів через р. Дніпро, пропускна спроможність яких наблизилась до технологічної межі.
- Наявна потужність перевезень буде вичерпана в межах 2010—2015 років, що вимагає упереджених дій щодо створення нових потужностей для залізничних перевезень у київському залізничному вузлі
- Будівництво залізнично-автомобільного мостового переходу поряд з наявним залізничним мостом обумовлено тим, що наявні автомобільні мости в м. Києві перевантажені, а будівництво нового комбінованого мосту з 6-ти смуговим автомобільним рухом зніме гостроту цієї проблеми.
- Введення в експлуатацію нового залізничного мосту дозволило якісно провести ремонт наявного та подовжити термін його експлуатації.

## Правові підстави
Будівництво здійснюється з 2004 р. згідно з розпорядженням Кабінету Міністрів України від 10.12.2003 № 755, у якому функції замовника покладено на ДГТО «Південно-Західна залізниця», а фінансування витрат — за рахунок залучення кредитів, коштів Укрзалізниці та інших джерел, та від 13.07.2004 № 490-р на підставі техніко-економічного обґрунтування, схваленого розпорядженням Кабінету Міністрів України від 15.10.2004 № 733-р.
Проєкт будівництва мостового переходу затверджений розпорядженням Кабінету Міністрів України від 26.09.2007 № 798-р.

## Технічна характеристика[8]
Залізнично-автомобільний мостовий перехід через Дніпро в Києві поєднує дві складові:
- залізничну — дві колії, проєктна потужність — 182 пари поїздів за добу[9];
- автомобільну — дорога із шести смуг (по три у кожному напрямку) пропускною спроможністю 35 тис. автомобілів за добу.

Довжина мосту становить 1066,2 м, будівельна довжина залізничних колій — 32,71 км, тоді як довжина автомобільних підходів — 15,08 км. Усього планом передбачене будівництво 170 опор і монтаж 169 прогонних споруд. Кошторисна вартість будівництва — 9157 млн грн.
У представленому проєкті детально пророблені транспортні розв'язки на Правому березі (з вирішенням всіх лівих і правих поворотів) і Лівому березі (з лівим поворотом на Березняківську вулицю та правим поворотом на Дніпровську набережну). Межа автодорожньої частини починається від Столичного шосе з виходом на Бориспільське шосе. Залізнична частина охоплює територію від станції «Київ-Пасажирський» до Дарницького вокзалу. Реалізація проєкту розбита на кілька черг. До першої черги віднесене будівництво мостового переходу, лівобережних і правобережної автомобільних розв'язок та розвиток залізничної частини убік станції метрополітену «Видубичі».
Складовими частинами проєкту мостового переходу є:
- Залізнично-автомобільний міст
- Залізнична естакада правобережного підходу
- Залізнична естакада лівобережного підходу
- Автодорожня розв'язка з Наддніпрянським шосе (правий берег)
- Автодорожня розв'язка з Дніпровською набережною (лівий берег)
- Залізничні підходи лівого берега (підпірні стіни, земляне полотно, верхня будови колії)
- Залізничні підходи правого берега (підпірні стіни, земляне полотно, верхня будови колії)
- Зупинна платформа Лівий берег
- Залізничні шляхопроводи в районі зупинної платформи Лівий берег
- Пішохідний міст в районі зупинної платформи Лівий берег
- Автомобільні підходи лівого берега
- Автомобільні підходи правого берега
- Перевлаштування інженерних мереж (водоводи, дощові каналізації, господарські каналізації, газопроводи, теплові мережі, лінії зв'язку) з плями забудови мостових підходів.

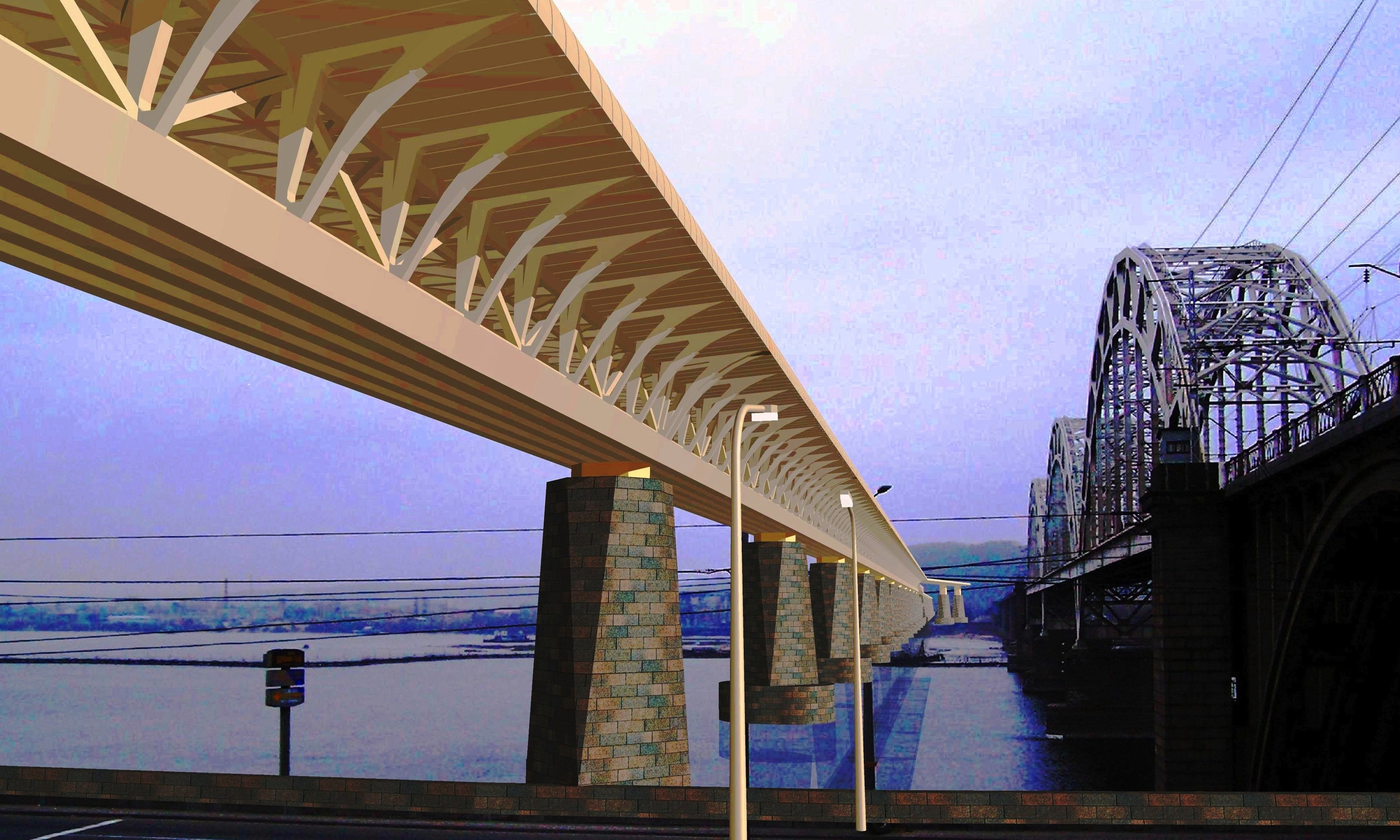
Дарницький залізнично-автомобільний міст. Стадія ТЕО. 2004

- Автовокзал «Видубичі».

## Реалізація проєкту
10 липня 2004 року було розроблено техніко-економічне обгрунтування проєкту майбутнього моста, визначено стратегію будівництва. Генпроектувальником розробок виступив інститут «Київсоюзшляхпроект», головним інженером проєкту виступив Леонід Етніс, головним архітектором стратегії проєктування виступив Олег Заварзін. Стратегія проєктування передбачала також будівництво крім мостового переходу автомобільного тунелю в напрямку Деміївки крізь пагорб, де знаходиться Національний ботанічний сад імені М. М. Гришка. Пропозицію, що могла б збільшити пропускну ефективність та змістовність транспортного комплексу, поки не реалізовано.
26 вересня 2007 року розпорядженням Кабміну було прийнято проєкт будівництва залізнично-автомобільного мостового переходу через р. Дніпро у м. Києві (з підходами) на залізничній дільниці Київ-Московський — Дарниця, розроблений державним підприємством «Науково-дослідний та проєктно-вишукувальний інститут транспортного будівництва „Київдіпротранс“».
24 грудня 2008 року відбулося урочисте відкриття робочого руху однією колією на залізнично-автомобільному мостовому переході через Дніпро у Києві. В урочистостях взяли участь Віце-прем'єр-міністр Іван Васюник, Міністр транспорту та зв'язку України Йосип Вінський, генеральний директор Укрзалізниці Михайло Костюк, начальник Південно-Західної залізниці Олексій Кривопішин.
27 вересня 2010 року була офіційно відкрита перша частина мосту — його залізнична складова, переходом почали курсувати перші потяги.
17 грудня 2010 року року урочисто відкрили автомобільний рух по мосту з лівого берега Дніпра на правий, 31 березня 2011 року — автомобільний рух з правого берега на лівий.
27 травня 2011 року було відкрито автомобільний заїзд з боку моста Патона, а 23 серпня 2011 року було здано заїзд в сторону Видубичів, чим завершили здачу правобережної розв'язки моста.
7 серпня 2013 року залізничниками Південно-Західної магістралі відкрито рух поїздів новозбудованим залізничним мостом над Видубицьким автовокзалом.
Наприкінці 2021 року будівельники розпочали роботи з добудови з'їздів із мосту. Один з'їзд з автомобільного мосту спрямований у бік мосту Патона, а другий — у бік Південного мосту. Будівельні роботи було призупинено в лютому 2022 року внаслідок повномасштабного вторгнення Росії та відновлено у травні 2022 року, вони тривали до початку липня 2023 року.

## У попкультурі
У листопаді 2018 року вийшов кліп британського діджея Марка Ронсона за участю американської попзірки Майлі Сайрус на пісню «Nothing Breaks Like a Heart»; сцени відеокліпу зняті на Дарницькому автозалізничному мості в Києві.